# أسياد وعبيد (فلم)
أسياد وعبيد هو فيلم تشويق وإثارة مصري من إخراج علي رضا  وبطولة محمود ياسين، حسين فهمي، ميرفت أمين، عادل أدهم، هدى سلطان، فريدة فهمي، صلاح قابيل وعماد حمدي. صدر الفيلم في 3 سبتمبر 1978.

## نبذه
يتعرض الطبيب أحمد للإعتقال، ويلقى زميله عماد مصرعه نتيجة للتعذيب، ليجبر رفعت رئيس المخابرات أحمد على التوقيع على شهادة طبية تثبت وفاة عماد بصورة طبيعية مقابل الإفراج عنه فيوافق أحمد، ليخرج من المعتقل ويخطط للإنتقام من رفعت.

## نص العنوان
- محمود ياسين بدور أحمد [3]
- حسين فهمي بدور حسن
- ميرفت أمين بدور فاطمة
- عادل أدهم بدور رفعت
- هدى سلطان بدور نانا
- فريدة فهمي بدور سعاد
- صلاح قابيل بدور عماد
- عماد حمدي بدور عفيفي

## وصلات خارجية
- مقالات تستعمل روابط فنية بلا صلة مع ويكي بيانات